# Windenergie in Finnland
Die Windenergie in Finnland spielt eine bedeutende Rolle bei der Stromerzeugung des Landes: 2024 wurden 24 % des Strombedarfs durch Windenergie gedeckt. Die meisten der insgesamt 1835 Windkraftanlagen (WKA) befinden sich an Land. Im Jahr 2024 waren von insgesamt 8357 MW nur 71 MW (oder 0,85 %) offshore.

## Installierte Leistung und Jahreserzeugung

Windenergie (installierte Leistung und Erzeugung) in Finnland

Laut CIA verfügte Finnland im Jahr 2020 über eine (geschätzte) installierte Leistung von insgesamt 20,418 GW (alle Kraftwerkstypen); der Stromverbrauch lag bei 79,356 Mrd. kWh. Die installierte Leistung der WKA stieg von ca. 100 MW im Jahr 2007 auf 5677 MW im Jahr 2022; die Jahreserzeugung stieg von 0,07 TWh im Jahr 2001 auf 11,5 TWh im Jahr 2022. Der Anteil des durch WKA erzeugten Stroms am gesamten Stromverbrauch stieg von 0,1 % im Jahr 2001 auf ca. 14 % im Jahr 2022.
| Jahr | Inst. Leist- ung (MW) | Erzeugung (TWh) | Anteil (%) |
| ---- | --------------------- | --------------- | ---------- |
| 2001 |                       | 0,07            | 0,1        |
| 2002 |                       | 0,063           | 0,1        |
| 2003 |                       | 0,092           | 0,1        |
| 2004 |                       | 0,12            | 0,1        |
| 2005 |                       | 0,168           | 0,2        |

| Jahr | Inst. Leist- ung (MW) | Erzeugung (TWh) | Anteil (%) |
| ---- | --------------------- | --------------- | ---------- |
| 2006 |                       | 0,153           | 0,2        |
| 2007 | 100                   | 0,188           | 0,2        |
| 2008 | 100                   | 0,261           | 0,3        |
| 2009 | 100                   | 0,277           | 0,3        |
| 2010 | 197                   | 0,294           | 0,3        |

| Jahr | Inst. Leist- ung (MW) | Erzeugung (TWh) | Anteil (%) |
| ---- | --------------------- | --------------- | ---------- |
| 2011 | 197                   | 0,481           | 0,6        |
| 2012 | 288                   | 0,494           | 0,6        |
| 2013 | 448                   | 0,774           | 0,9        |
| 2014 | 627                   | 1,107           | 1,3        |
| 2015 | 1005                  | 2,327           | 2,8        |

| Jahr | Inst. Leist- ung (MW) | Erzeugung (TWh) | Anteil (%) |
| ---- | --------------------- | --------------- | ---------- |
| 2016 | 1539                  | 3,068           | 3,6        |
| 2017 | 2113                  | 4,795           | 5,6        |
| 2018 | 2244                  | 5,839           | 6,7        |
| 2019 | 2284                  | 6,025           | 7,0        |
| 2020 | 2586                  | 7,938           | 9,7        |

| Jahr | Inst. Leist- ung (MW) | Erzeugung (TWh) | Anteil (%) |
| ---- | --------------------- | --------------- | ---------- |
| 2021 | 3257                  | 8,18            | 9,4        |
| 2022 | 5677                  | 11,55           | 14,1       |
| 2023 | 6946                  | 14,47           | 18,5       |
| 2024 | 8357                  | 19,85           | 24         |

## Regionale Verteilung der Windkraft
2023 befanden sich 39 % der finnischen Windkraftleistung in Nordösterbotten, 18 % in Österbotten, 12 % in Südösterbotten, 11 % in Lappland, 5 % in Mittelösterbotten, 4 % in Satakunta, 4 % in Mittelfinnland und 3 % in Kainuu. Von den 1601 Windkraftanlagen befanden sich 609 in Nordösterbotten, 254 in Österbotten, 188 in Südösterbotten, 188 in Lappland, 76 in Mittelösterbotten, 88 in Satakunta, 50 in Mittelfinnland und 52 in Kainuu. Die drei Gemeinden mit mehr als 500 MW an Windleistung waren Pyhäjoki (Nordösterbotten), Kalajoki (Nordösterbotten) und Närpes (Österbotten).
Der erste finnische offshore-Windpark Tahkoluoto (42,3 MW) befindet sich vor der Küste des gleichnamigen Industriegebiets bei Pori (Satakunta).